# Rob Sirianni
Robert Sirianni (Edmonton, 31 ottobre 1983) è un ex hockeista su ghiaccio canadese naturalizzato italiano, di ruolo attaccante.

## Carriera

### Club
Sirianni giocò per quattro stagioni con la formazione universitaria della Bemidji State University, appartenente alla College Hockey America. Nel corso dei quattro campionati disputati la formazione del Minnesota vinse il titolo due volte consecutivamente. Al termine della stagione 2006-2007, senza essere stato scelto al Draft NHL, fece due brevi apparizioni nell'hockey professionistico, in AHL ed in CHL.
La stagione 2007-2008 fu disputata in ECHL presso gli Utah Grizzlies, dove totalizzò 50 punti in 54 partite giocate. Nel corso della stagione successiva alternò presenze in ECHL ed in AHL. Dopo aver iniziato presso i Wheeling Nailers infatti Sirianni fece una breve apparizione con la maglia dei Binghamton Senators per poi concludere l'anno con i Philadelphia Phantoms.
Nell'estate del 2009 Sirianni firmò un contratto di un anno con l'HC Val Pusteria, squadra italiana militante in Serie A. Al termine del campionato Robert totalizzò 81 punti, vincendo il titolo di capocannoniere. Fu in grado di ripetersi anche nella stagione successiva, durante la quale la formazione altoatesina vinse la Coppa Italia. Nell'estate del 2011, dopo aver ottenuto 174 punti in 92 partite disputate con il Val Pusteria, Sirianni passò all'HC Valpellice.
Dopo la prima stagione, conclusa con 56 punti in 50 partite disputate, raggiunse l'accordo per il rinnovo del contratto per un altro anno. Nella stagione 2012-2013 con il Valpellice vinse la Coppa Italia e giunse alla finale scudetto, persa a Gara-5 contro l'Asiago Hockey. Sirianni fu comunque eletto giocatore dell'anno della Serie A.
Dopo quattro stagioni trascorse in Italia nel 2013 Sirianni lasciò il paese per andare a giocare nella EIHL inglese con la maglia degli Sheffield Steelers. Nel gennaio del 2014, per far fronte alla partenza di Söderström, fece ritorno a Brunico.
Nel mese di settembre dello stesso anno, dopo essere stato corteggiato dall'HC Valpellice, abbandonò definitivamente l'hockey giocato.

### Nazionale
Dalla stagione 2011-2012 Robert Sirianni fu convocato in Nazionale. Dopo alcune presenze in Euro Ice Hockey Challenge nella primavera del 2012 fu convocato per il campionato mondiale giocato in Finlandia e Svezia. Nel 2013 prese parte al mondiale di Prima Divisione disputatosi in Ungheria.

## Palmarès

### Club
- Coppa Italia: 2

Val Pusteria: 2010-2011
Valpellice: 2012-2013
- College Hockey America: 2

Bemidji S. University: 2004-2005, 2005-2006

### Individuale
- Maggior numero di reti della Serie A: 1

2009-2010 (35 reti)
- Maggior numero di assist della Serie A: 2

2009-2010 (46 assist), 2010-2011 (48 assist)
- Capocannoniere della Serie A: 2

2009-2010 (81 punti), 2010-2011 (74 punti)
- Miglior giocatore della Serie A: 1

2012-2013